# Kraftwerk Cumberland
Das Kraftwerk Cumberland ist ein Kohlekraftwerk der Tennessee Valley Authority (TVA) in der Nähe von Cumberland City im US-Bundesstaat Tennessee.
Es liegt am Cumberland River und hat eine installierte Gesamtleistung von 2.470 Megawatt (MW), womit es das leistungsfähigste Kraftwerk der TVA ist.
Im Kraftwerk Cumberland wurde die weltweit erste Turbine mit 1.300 MW Leistung verbaut. Es handelt sich um eine Cross-Compound-Turbine mit zwei Wellensträngen, je einer doppelflutigen Hoch- und Mitteldruckturbine sowie vier doppelflutigen Niederdruckturbinen.

## Blöcke
| Block | Leistung (brutto) | Inbetriebnahme | Dampferzeuger    |
| ----- | ----------------- | -------------- | ---------------- |
| 1     | 1300 MW           | März 1973      | Babcock & Wilcox |
| 2     | 1300 MW           | November 1973  | Babcock & Wilcox |

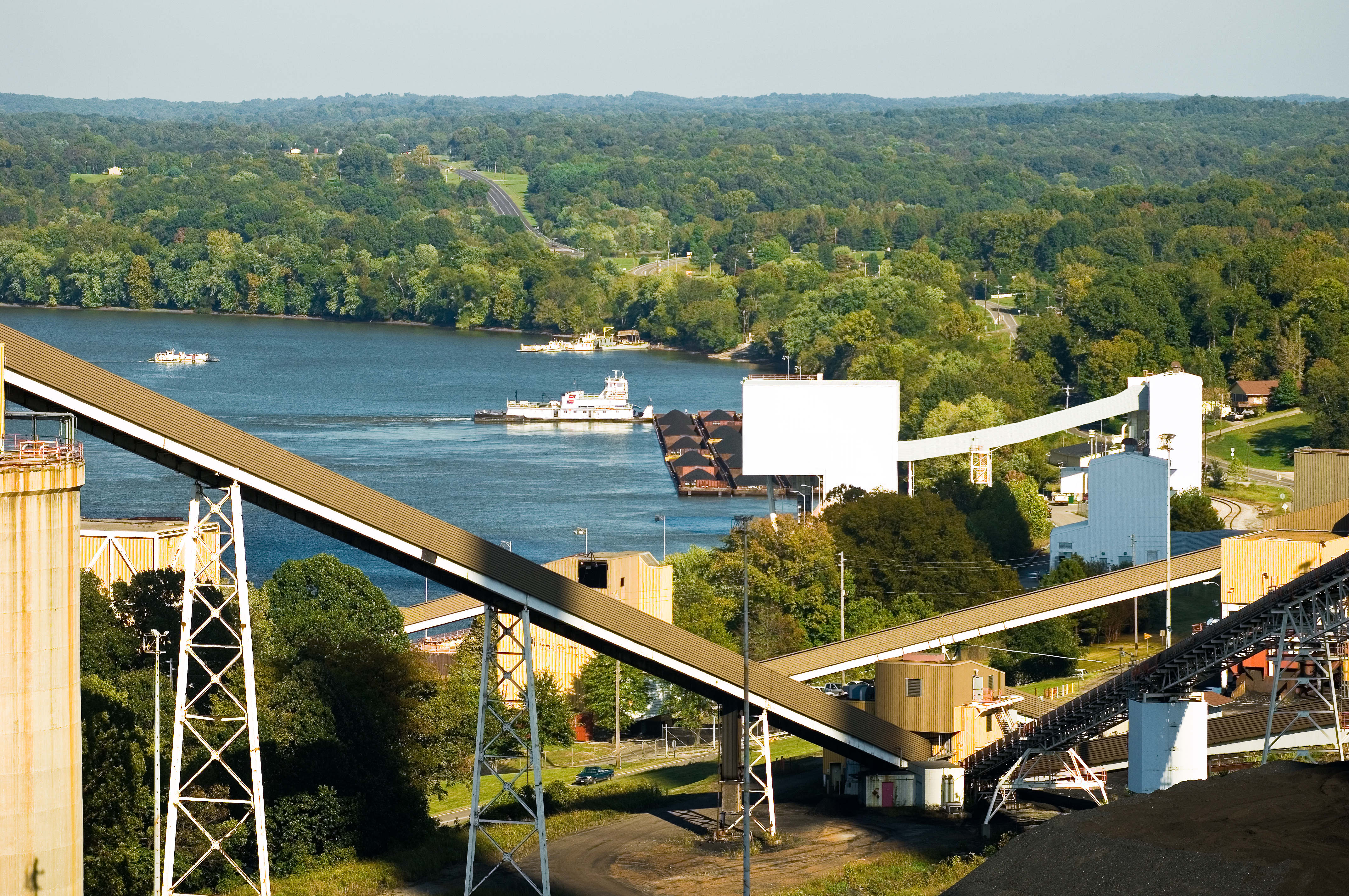
Kohleterminal des Kraftwerks
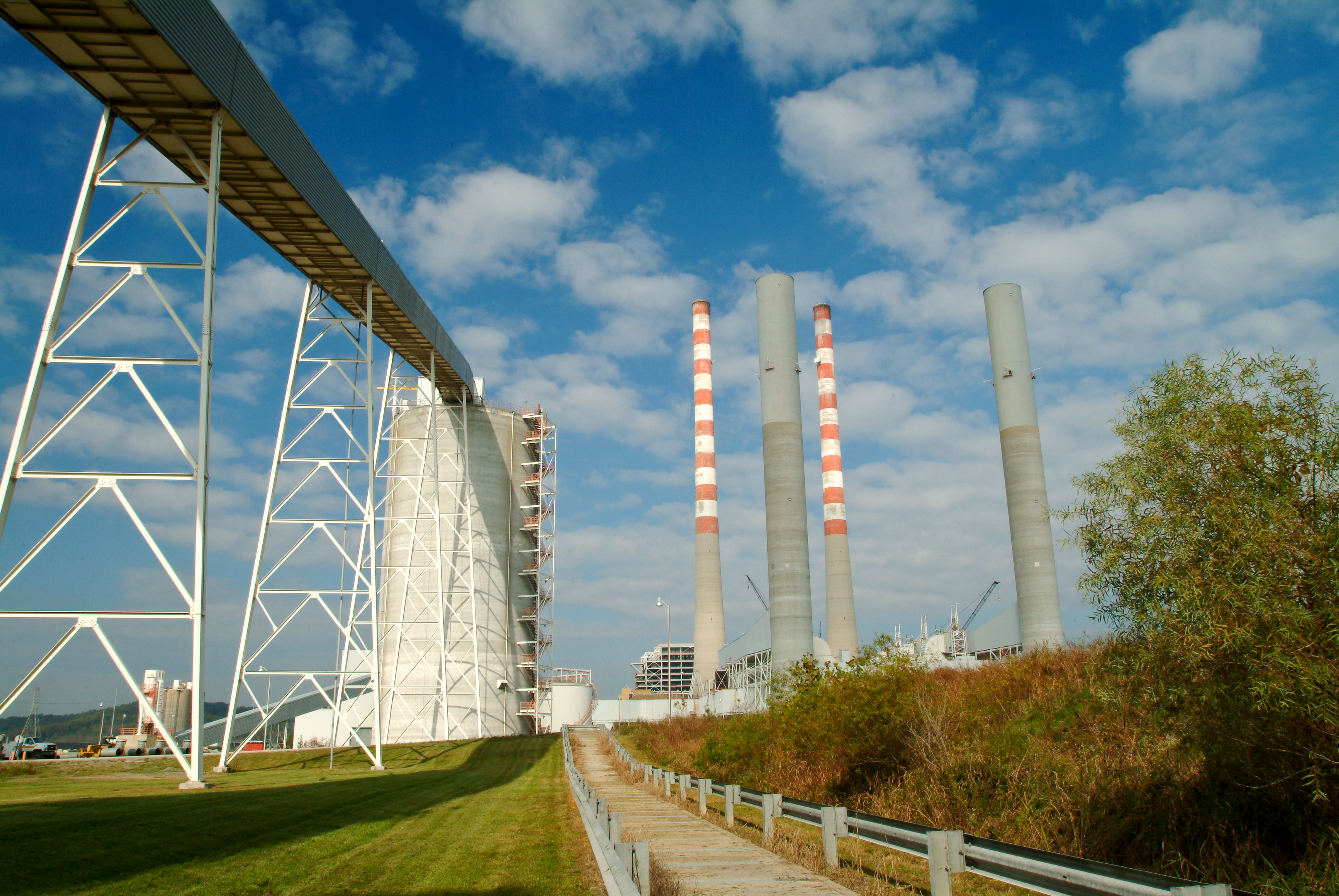